# 小行星8744
小行星8744（8744 Cilla）是一颗绕太阳运转的小行星，为主小行星带小行星。该小行星于1998年3月20日发现。

## 轨道参数
小行星8744的轨道半长轴为3.1278441 UA，离心率为0.172。